# Bahnbetriebswerk Heide
Das Bahnbetriebswerk Heide (Kurzform: Bw Heide) war ein Bahnbetriebswerk in Heide, das 1952 geschlossen wurde. Das Werk hat seine Anfänge in den 1870er Jahren. 1877 wurde die Strecke von Neumünster nach Karolinenkoog über Heide errichtet. 1878 erreichte der Schienenstrang von Itzehoe kommend Heide. Zu diesem Zeitpunkt entstand sicherlich eine Werkstatt in Heide, woraus das Bw Heide entstand.
Der Bahnhof Heide war bis 2012 ein Inselbahnhof; das Bahnbetriebswerk lag auf der südöstlichen, Neumünsteraner Seite. Das Bw konnte eine Drehscheibe und Ringlokschuppen vorweisen. Hauptaufgabe war die Bespannung der Züge auf den Nebenbahnen nach Büsum und Neumünster sowie der Nahverkehr auf der Marschbahn.
Bis zum Zweiten Weltkrieg waren hier Lokomotiven der Preußischen Staatseisenbahnen, wie etwa die Baureihe 54 und Baureihe 91, beheimatet. Auch das Bw Heide musste Loks für den Osteinsatz abgeben. Nach Kriegsende erhielt das Bw drei Maschinen der Baureihe 24 für den Einsatz auf der Strecke nach Neumünster und nach Büsum. Die Baureihe 54 tauschte man durch die Baureihe 56.2.
Dem sich einsetzenden Strukturwandel konnte sich das Bw Heide nicht widersetzen und wurde schon im Herbst 1952 geschlossen. Die Lokomotiven sind auf die benachbarten Betriebswerke verteilt worden, wobei die Leistungen meist blieben.
Die meisten Gebäude wurden nach 1990 weitgehend entfernt.
Am 1. Januar 2002 brannte der ehemalige Lokschuppen, der als Lagerschuppen genutzt wurde, nieder. Dabei wurde das komplette Inventar des Heider Marktrieden vernichtet. Seit 2019 befindet sich auf dem Gelände die Neubausiedlung "Wohnpark Rüsdörp".

## Übersicht der beheimateten Triebfahrzeuge
- Baureihe 24
- Baureihe 54
- Baureihe 56.2
- Baureihe 91